# Зубаревська сільська рада
Зу́баревська сільська рада (рос. Зубаревский сельский совет) — сільське поселення у складі Оренбурзького району Оренбурзької області Росії.
Адміністративний центр — село Зубаревка.

## Населення
Населення — 673 особи (2019; 614 в 2010, 643 у 2002).

## Склад
До складу сільської ради входять:
| Населений пункт     | Населення, осіб (2002) | Населення, осіб (2010) |
| ------------------- | ---------------------- | ---------------------- |
| Зубаревка, село     | 511                    | 507                    |
| Цвітна Пустош, село | 132                    | 107                    |